# Gnostus meinerti
Gnostus meinerti is een keversoort uit de familie klopkevers (Ptinidae). De wetenschappelijke naam van de soort werd in 1894 gepubliceerd door Erich Wasmann.